# Dominggus Fakdawer
Dominggus Fakdawer (sinh ngày 31 tháng 12 năm 1989) là một cầu thủ bóng đá người Indonesia hiện tại thi đấu ở vị trí hậu vệ cho Sriwijaya F.C. ở Liga 1.

## Sự nghiệp
Anh từng thi đấu cho Persiram Raja Ampat và Persita Tangerang trước khi chuyển đến Persipura Jayapura năm 2014.
Ngày 23 tháng 10 năm 2014, anh bị cấm thi đấu 2 trận sau khi liên quan đến vụ ẩu đả với các cầu thủ và trọng tài trong trận đấu trước Arema.